# Tunel Vojtecha Kelemena
Tunel Vojtecha Kelemena (słow. Tunel Ing. Vojtecha Kelemena, też: Cestný tunel Čelno) – tunel drogowy w środkowej Słowacji. Jedyny w tym kraju pełnowymiarowy tunel na drodze niepublicznej (leśnej).

## Położenie
Tunel znajduje się w północno-zachodniej części Rudaw Weporskich, w dolinie Predajnianske Čelno, którą spływa równoimienny potok, lewostronny dopływ Hronu. Leży niespełna 5 km na południe od najbardziej na zachód wysuniętej dzielnicy Podbrezowej (kiedyś samodzielnej wsi), zwanej Lopej.
Dolina potoku Čelno jest generalnie dość wąska, jednocześnie nieco przed połową swej długości (licząc od góry) przecina pas wyraźnie twardszych skał krystalicznych, tworząc blisko kilometrowej długości odcinek przełomowy o znacznym spadku i stromych, miejscami skalistych stokach. W miejscu tym potok, głęboko wcięty w podłoże, tworzy szereg progów i kaskad o wysokości do ok. 2,5 m, znanych jako Predajnianske vodopády, zupełnie uniemożliwiając nie tylko budowę drogi, ale nawet przejście w górę doliny.

## Historia
W połowie lat 20. XX w. słowackie Lasy Państwowe z siedzibą w Bańskiej Bystrzycy postanowiły udostępnić dla pozyskania drewna górną część doliny Predajnianskiego Čelna. Kluczowy, stromy odcinek doliny poprowadzona nią nowa droga pokonywała wykonując wielki zakos po jej wschodnim zboczu. Problemem pozostało pokonanie skalnej ostrogi, wyrastającej ze zbocza na wysokości ok. 875 m n.p.m., tuż powyżej ciągu wodospadów na potoku Čelno. Ze uwagi na znaczną ilość skał, które trzeba by było wysadzić i usunąć ze stoku postanowiono przez wspomnianą ostrogę przebić tunel. Wykonano łukowo sklepiony tunel długości 41 m, szerokości 2,80 m i wysokości blisko 3 m, co w zupełności wystarczało dla stosowanej wówczas konnej zwózki drewna.
Gdy w latach 60. XX w. leśnicy zaczęli przechodzić na samochodowy transport drewna tunel okazał się zbyt ciasny dla ciężarówek. W 1971 r. został on powiększony, osiągając szerokość 4,40 m i wysokość 4,35 m. W celu zabezpieczenia odbywającego się w nim ruchu przed obrywającymi się ze stropu kamieniami tunel otrzymał betonową obudowę, co wydłużyło go do obecnej długości 41,5 m (w niektórych wydawnictwach podawano 44 m). Nad dolnym (północnym) portalem tunelu budowniczowie umieścili żeliwną tablicę z napisem "Cesta Ing. V. Kelemena. 1928", upamiętniającą inżyniera Vojtecha Kelemena, w latach 1921-1934 zarządcę Lasów Państwowych w Bańskiej Bystrzycy, inicjatora budowy drogi i tunelu, przeniesioną za starego tunelu. Nad tablicą, w miękkiej jeszcze betonowej ramce, okalającej wnękę na tablicę, wydrapano datę "1971".

## Stan aktualny
Tunel znajduje się obecnie na terenie Nadleśnictwa Slovenská Ľupča (słow. Odštepný závod LESOV SR Slovenská Ľupča). Według słowackich danych jest to jedyny tunel drogowy na drodze niepublicznej na Słowacji. Droga w dolinie i sam tunel nie są dostępne dla publicznego ruchu samochodowego. Tunel został objęty ochroną jako narodowy pomnik techniki (słow. Národna technická pamiatka), a jednocześnie ujęty jest (jako tzw. zewnętrzny eksponat) w inwentarzu Skansenu Leśniczego w Dolinie Wydrowskiej (słow. Lesnícky skanzen vo Vydrovskej doline). Dzieje tunelu przypomina zainstalowany przed nim panel informacyjny.